# میلک اند هانی
میلک اند هانی (به انگلیسی: Milk and Honey) گروه آوازی اسرائیلی بود.
آن‌ها در سال ۱۹۷۹ به همراه گالی اتاری و به نمایندگی از اسرائیل در مسابقه یوروویژن شرکت کردند و برنده شدند. شومولیک بیلو در 31 دسامبر 2023 در بیمارستان ایچیلوف تل آویو در سن 71 سالگی درگذشت.